# Shiawase no Pan
Shiawase no Pan (しあわせのパン ordagrant: Lyckans bröd?)  är en japansk dramafilm från 2012. Filmen regisserades av Yukiko Mishima, och skådespelare såsom Tomoyo Harada, Yo Oizumi och Kanna Mori spelar i filmen.
Shiawase no Pan släpptes först i biografer i Hokkaido den 21 januari 2012. Därefter släpptes den på japanska biografer den 28 januari samma år. Den hade dragit in US$717 956 den 29 januari 2012.

## Handling
Rie och Sang startade en kombinerad restaurang och bageri vid namn Mani vid Toyasjön i Hokkaido. Sang bakar bageriets bröd, medan Rie är kock och lagar restaurangens mat. Affären tjänar, genom de fyra vackert avbildade säsonger som filmen utspelar sig under, flera olika kunder, av vilka några har personliga problem. När de har lämnat affären känner de sig dock enbart glada.

## Skådespelare
- Tomoyo Harada som Rie Mizushima
- Yo Oizumi som Sang Mizushima
- Kanna Mori
- Yuta Hiraoka som Tokio Yamashita
- Yuki Yagi som Suehisa
- Ken Mitsuishi som Suehisas far
- Reika Kirishima som Suehisas mor
- Misako Watanabe som Aya Sakamoto
- Katsuo Nakamura som Shio Sakamoto
- Riki Honda
- Nobue Iketani som Nooku Hirokawas fru
- Yasuhi Nakamura som Nodanna Hirokawas man
- Morio Agata som Abe
- Kimiko Yo som Yoshi
- Nozomi Ohashi som rösten till den unga Monorogu.

## Ledmotiv
Ledmotivet heter Hitotsu Dake (ひとつだけ?). Det sjöngs ursprungligen av Akiko Yano och Kyoshiri Imawano och släpptes först 1980.